# 鳥取県道197号院内馬場線
鳥取県道197号院内馬場線（とっとりけんどう197ごう いんないばばせん）は、鳥取県岩美郡岩美町を通る一般県道である。

## 概要
岩美郡岩美町大字院内から岩美郡岩美町大字白地に至る。

### 路線データ
- 起点：岩美郡岩美町大字院内（鳥取県道37号岩美八東線交点）
- 終点：岩美郡岩美町大字白地（国道9号交点）
- 総延長：約6.3 km

## 歴史
- 1995年（平成7年） - 路線認定。

## 地理

### 通過する自治体
- 岩美郡岩美町

### 交差する道路
| 交差する道路           | 交差する場所 | 交差する場所 |
| ---------------------- | ------------ | ------------ |
| 鳥取県道37号岩美八東線 | 大字院内     | 起点         |
| 国道9号                | 大字白地     | 終点         |

### 沿線
- 岩美院内郵便局